# Emiliano Cortellazzi
Emiliano Cortellazzi (Cuneo, 14 aprile 1985) è un pallavolista italiano.
Gioca nel ruolo di palleggiatore nel Cuneo Volley.

## Carriera
La carriera di Emiliano Cortellazzi inizia nelle formazioni giovanili del Piemonte Volley e, parallelamente, nella formazione satellite del club cuneese, la Pallavolo Busca; nel 2004 entra nel giro della nazionale italiana under 20, ottenendo la convocazione per il campionato europeo di categoria. Nella stagione 2005-06 passa alla Villa d'Oro, in Serie B1, mentre nel campionato successivo esordisce nella serie cadetta con la maglia della La Fenice Isernia.
In seguito disputa tre annate nella terza serie nazionale: nel campionato 2007-08 gioca per il Biella Volley, in quello successivo passa alla Igo Genova Volley mentre nella stagione 2008-09 si trasferisce alla Sir Safety. Il ritorno in Serie A2 avviene nell'annata 2009-10 con il Top Team Mantova, prima del trasferimento alla Pallavolo Loreto nel torneo seguente.
L'esordio nel massimo campionato italiano arriva nella stagione 2012-13, con la Callipo Sport di Vibo Valentia, mentre dall'annata successiva viene ingaggiato dal Volley Ball Club Mondovì, con cui conquista la promozione dalla Serie B1 alla Serie A2.